# Hitomi Kuroki
Hitomi Kuroki (jap. 黒木瞳 Kuroki Hitomi), właściwie Shōko Ichiji (jap. 伊知地昭子 Ichiji Shōko), (ur. 5 października 1960 w Fukuoce) – japońska aktorka, piosenkarka, reżyserka oraz pisarka.
Kuroki była aktorką Takarazuka Revue, jako musumeyaku, i należała do Trupy Księżyca (Tsuki).

## Biografia
Hitomi Kuroki jest popularną aktorką w Japonii. Występowała w wielu filmach, serialach, reklamach i produkcjach teatralnych. Poza karierą aktorską jest także pisarką. W 1997 roku zdobyła nagrodę dla najlepszej aktorki na gali Nagród Filmowych Hochi i Nikkan Sports Film oraz w 1998 Nagrodę Japońskiej Akademii Filmowej za wybitny występ w filmie Lost Paradise. Przed wejściem do branży telewizyjnej była jedną z czołowych aktorek w Takarazuka Revue, żeńskiej trupie teatralnej. W 2016 ukazał się film Desperate Sunflowers wyreżyserowany przez Hitomi, kolejnym filmem był Junihitoe wo Kita Akuma z 2020 roku.